# Inedia
Ten artykuł opisuje teorie, metody lub czynności niezgodne ze współczesną wiedzą medyczną.
Inedia (z łac. niejedzenie) – rzekomy stan, w którym możliwe jest zachowanie życia i zdrowia przez człowieka, mimo zaprzestania przyjmowania pożywienia, a także ograniczenia spożywania wody. Według dzisiejszej wiedzy naukowej z zakresu fizjologii człowieka, każda osoba niejedząca powinna umrzeć z głodu (przy braku jedzenia) lub pragnienia (przy braku jedzenia i wody). Inedia rozważana jako zjawisko fizyczne również nie znajduje wyjaśnienia we współczesnej wiedzy nauk ścisłych, przede wszystkim z uwagi na niespełnianie zasady zachowania energii. W zależności od przyczyn niejedzenia rozważać możemy: breatharianizm oraz inedię niezamierzoną.

## Breatharianizm
Breatharianizm (z ang. breath = oddech) lub bretarianizm jest stylem życia świadomie wybranym i realizowanym przez jego propagatorów. Niejedzący twierdzą, że do życia wystarczająca jest nieokreślona „energia światła” i niemal każdy jest zdolny do niejedzenia przy zastosowaniu odpowiednich technik. Nie ma naukowych dowodów na tezy wysuwane przez rzekomo niejedzących.

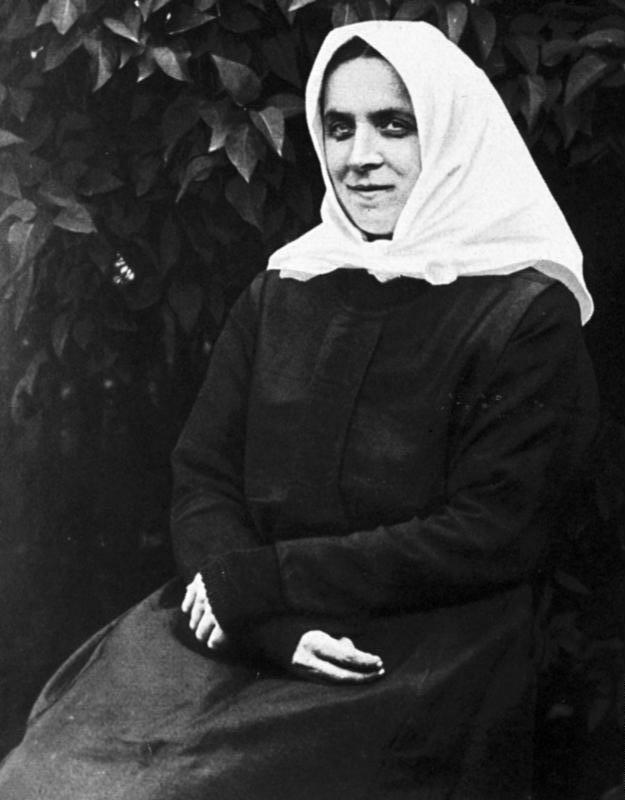
Therese Neumann, od 1922 aż do swojej śmierci w 1962 rzekomo miała nie spożywać żadnych pokarmów

W wypowiedziach osób przyznających się do praktykowania niejedzenia są sprzeczności. Polski breatharianin, Mariusz Piotrowski, twierdzi, że nie spożywa pokarmów i napojów od czerwca 2013 i mówi: „Mocz wydalam może z raz w tygodniu, kał to jeden mały bobek na 2-3 tygodnie... Nie zapominajmy, że absorbujemy wodę również poprzez skórę. Jeśli chodzi o to drugie, to tłumaczę to samoczynnym łuszczeniem się jelit.”. Opinia ta nie została potwierdzona przez żadne niezależne źródło.
We wrześniu 1999 w ramach australijskiego programu telewizyjnego 60 Minutes zorganizowano eksperyment z udziałem Ellen Greve (ur. 1957 vel. Jasmuheen) propagatorki breatharianizmu. Po 48 godzinach eksperymentu nadzorujący go lekarz stwierdził u niej odwodnienie i wysokie ciśnienie tętnicze. Ostatecznie eksperyment trwał tylko 4 dni – został przerwany ze względu na zły stan Ellen Greve.

## Inedia niezamierzona
Inedia niezamierzona (i. n.) przejawia się całkowitym zaprzestaniem przyjmowania pokarmów przez długie okresy czasu, mogące trwać nawet dziesiątki lat. Jest objawem niezależnym od woli inedyka. Czynione z jego strony, lub wymuszane przez otoczenie, próby doustnego przyjmowania pokarmu prowadzą do wymiotów i negatywnych reakcji psychicznych. W przypadkach dokonanych sekcji zwłok, stwierdzano występowanie fizycznych patologicznych blokad przełyku i jelit, realnie uniemożliwiających transport pokarmu. Często, pojawienie się objawów i. n. było poprzedzone, w życiu inedyka, silnymi negatywnymi przeżyciami psychicznymi, przejściem ciężkich chorób, a także wypadkami fizycznymi prowadzącymi do paraliżu osoby niejedzącej (Aleksandrina od Balazar, Marta Robin).

### Inedia niezamierzona a mistycyzm
Objawy i. n. sygnalizowane są w odniesieniu do osób różnych wyznań, jak również osób luźno związanych z jakąkolwiek religią. Towarzyszyły życiu niektórych mistyków. W przypadku mistyków chrześcijańskich, jedynym przyjmowanym pokarmem była Eucharystia. I. n. nigdy nie stanowiła dla nich samoistnego celu, lecz była elementem współistniejącym z ich praktykami religijnymi. W chrześcijaństwie i. n. jest teologicznie neutralna – nie warunkuje świętości, jak również jej nie zaprzecza. Kościół Katolicki nie wymienia jej pośród charyzmatów. H. Thurston (1856-1939) jezuita angielski, zalecał nie przypisywać zjawisku i. n. charakteru nadnaturalnego. W swej książce poświęconej analizie zjawisk fizycznych w mistycyzmie, pisał:
(…) wydaje się, że na podstawie tych dowodów jesteśmy zmuszeni przyznać, że całkiem spora liczba ludzi, w przypadku których nie można przypuszczać cudownej interwencji, żyła przez lata w oparciu o odrobiny pożywnego jedzenia, mierzalne zaledwie w uncjach. Potwierdza to słuszność wniosku papieża Benedykta XIV, że nie może być bezpiecznie założone, że samo kontynuowanie życia, przy jednoczesnym powstrzymywaniu się od jedzenia i picia, jest powodowane przyczynami nadprzyrodzonymi.

### Badania lekarskie i kontrola
Z powodu występowania objawów i. n., badaniom lekarskim i kontroli poddani byli między innymi:
- Margaret Seyfrit (1528 -) z okolic Speyer w Niemczech. Nie przyjmowała pokarmu i płynów przez przynajmniej dwa lata. Według relacji lekarza, nawet jeśli ją zmuszono by wzięła najmniejszy łyk, natychmiast wszystko wypluwała. W tym czasie była kilkakrotnie poddawana okresowym obserwacjom w warunkach klinicznych. Nadzorowanie jednej z nich, w 1542 r., król Ferdynand zlecił swemu osobistemu fizykowi Gerardowi Bucoldianus’owi[16].
- Apollonia Schreier (1584 -) z okolic Berna w Szwajcarii. Do połowy sparaliżowana. Nie przyjmowała pożywienia i picia przez 11 miesięcy. Obserwowana przez lekarza, Paula Lentulusa. Poddana obserwacji w publicznym szpitalu w Bernie[17].
- Jean Godeau (1602–1616) z Vauprofonde koło Sens we Francji. Jego przypadek opisał Siméon de Provanchères, opiekujący się nim lekarz[8]. Powszechnie uważano, że chłopiec nie przyjmował ani jedzenia, ani picia przez ponad 4 lata. Zmarł na zapalenie płuc. Autopsja wykazała że górna część przełyku i fragment jelit, były niedrożne w sposób uniemożliwiający transport pokarmu i ewentualnych odchodów[8].
- Zélie Bourriou z Périgord (1851-) jako pacjent szpitala w Bourdeilles przebywała pod ścisłą obserwacją przez 25 dni, w okresie 9 marca -12 lipca 1896[18].
- Mollie Fancher (1848–1916) z Brooklynu, pościła przez około trzynaście lat. Dr. Ormiston, który był jednym z jej lekarzy stwierdził, że wraz z dr. Speirem zrobił testy, które upewniły go, że nie jadła więcej, niż przedstawiała, i ogólnie rzecz biorąc, nie było to przez te wszystkie lata więcej niż ilość zjedzona podczas jednego posiłku przez zdrowego człowieka[19].
- Louise Lateau (1850–1883) z Bois-d’Haine. Belgijska mistyczka i stygmatyczka, pokarmów nie przyjmowała przez ostatnie 12 lat swego życia. Z uwagi na prowadzone od 1868 r. śledztwo powiązane z opiniami lekarskimi, jest jednym z najlepiej udokumentowanych przypadków[20].
- Teresa Neumann (1898–1962) z Konnersreuth. Niemiecka mistyczka i stygmatyczka, inedyczką była przez 36 lat. Pod ścisłą obserwacją lekarską przebywała przez 15 dni w okresie 14–28 lipca 1927[21]. W tym czasie spożyła łącznie 0,33 grama konsekrowanej Hostii. (Dziennie przyjmowała 1/8 opłatka nasyconego wodą)[22].
- Aleksandrina Maria Da Costa (1904–1955) z Balazar. portugalska mistyczka, świecka salezjanka. Zjawisko i. n. towarzyszyło jej przez ostatnie 9 lat życia. Przebywała pod ścisłą obserwacją w szpitalu w Porto (Portugalia) przez 40 dni w okresie od 10 czerwca 1943-20 lipca 1943[23]. W efekcie badań wydano oświadczenie potwierdzające całkowitą abstynencję od pokarmów i napojów, przy jednoczesnym zachowaniu niezmienionej wagi, temperatury, oddechu, pulsu i władz umysłowych[24].
- Marta Robin (1902–1981) – francuska tercjarka franciszkańska, mistyczka i stygmatyczka. Zjawisko i. n. towarzyszyło jej przez około 50 lat, od listopada 1931 roku. Z uwagi na stan zdrowia, w tym paraliż czterech kończyn, a od 1939 roku całkowita utrata wzroku, praktycznie nieustannie przebywała pod kontrolą medyczną[25][26].
- Prahlad Jani (1929 – 2020[27]), hinduski jogin, który zgłosił się dwukrotnie (w 2003 i 2010 roku) na ochotnika do obserwacji w warunkach klinicznych[28][29]. Z powodu zdanych pomyślnie prób wynikających z badań klinicznych Discovery Channel zdecydowało się na wyprodukowanie i emisję programu na jego temat. Żadna z tych dwóch prób z udziałem Prahlada Janiego nie została jednak opisana w czasopiśmie naukowym[28]. Jednocześnie jednak, Dasgupta M. potwierdził, że przez dwa tygodnie Prahlad Jani nic nie jadł i nie pił ani nie wydalał moczu i kału. – kilka razy się kąpał i płukał gardło[30].

### Inedia niezamierzona – oszustwa
Znane są przypadki oszustw, gdy osoby symulowały i. n. w celu uzyskania rozgłosu i korzyści majątkowych. Wśród nich:
- Ann Moore, „poszcząca kobieta z Tutbury”, w 1813r., w wyniku ścisłej kontroli, po 9 dniu postu przyznała się do oszustwa realizowanego wraz ze swymi dziećmi. W poprzednim roku uzyskała z tego procederu 400 £ przychodu[31].
- Sara Jacob (1857–1869) – dziewczynka z Walii. Narzucony przez kontrolujących ścisły post doprowadził do śmierci dziewczynki. Thurston w swej analizie sugeruje, że Sara Jacob mogła być nieświadomą swego oszustwa, gdyż mogło ono być efektem schizofrenii[32].